# アナータピンディカ教誡経
『アナータピンディカ教誡経』（アナータピンディカきょうかいきょう、巴: Anāthapiṇḍikovāda-sutta, アナータピンディコーヴァーダ・スッタ）とは、パーリ仏典経蔵中部に収録されている第143経。『教給孤独経』（きょうきゅうこどくきょう）とも。
類似の伝統漢訳経典としては、『中阿含経』（大正蔵26）の第28経「教化病経」がある。
サーリプッタ（舎利弗）が、死の床にあるアナータピンディカ（給孤独）に、仏法を説く。

## 構成

### 登場人物
- アナータピンディカ（給孤独、ぎっこどく） --- 仏教の在家信徒であるコーサラ国の大臣も務めた長者。本名はスダッタ（須達（多））だが、身寄りの無い者たちに食事の施しをしていたことから、尊敬を込めてアナータピンディカ（給孤独）と呼ばれる。ジェータ王子の林、すなわちジェータ（祇陀）林を僧伽に寄進したため、そこに建てられた精舎は「祇樹給孤独園」の精舎、略して「祇園」精舎と呼ばれる。
- サーリプッタ（舎利弗）
- 釈迦
- アーナンダ

### 場面設定
ある時、釈迦はサーヴァッティー（舎衛城）のアナータピンディカ園（祇園精舎）に滞在していた。
その頃、死の床にあったアナータピンディカ（給孤独）は、釈迦の元に人を送り、サーリプッタ（舎利弗）に見舞いに来てもらうよう頼む。
話を聞いたサーリプッタは、アーナンダを伴い、アナータピンディカの家へと赴き、六処に関する仏法を説く。
するとアナータピンディカは兜率天に生まれ変わって天子となり、夜を明るくしながら祇園精舎の釈迦の元へ行き、讃仏偈を唱える。
夜が明けてから釈迦がこのことを比丘たちに話すと、帰って来ていたアーナンダがアナータピンディカの家で起きたことを話す。
釈迦は例の天子はアナータピンディカに違いないと話し、アーナンダは歓喜する。

## 日本語訳
- 『南伝大蔵経・経蔵・中部経典4』（第11巻下） 大蔵出版
- 『パーリ仏典 中部（マッジマニカーヤ）後分五十経篇II』 片山一良訳 大蔵出版
- 『原始仏典 中部経典4』（第7巻） 中村元監修 春秋社